# Луків (гміна)
Гміна Луків (пол. Gmina Łuków) — сільська гміна у східній Польщі. Належить до Луківського повіту Люблінського воєводства.
Станом на 31 грудня 2011 у гміні проживало 17453 особи.

## Площа
Згідно з даними за 2007 рік площа гміни становила 308.32 км², у тому числі:
- орні землі: 60.00%
- ліси: 33.00%

Таким чином, площа гміни становить 22.12% площі повіту.

## Населення
Станом на 31 грудня 2011:
| Опис     | Загалом | Загалом | Чоловіки | Чоловіки | Жінки | Жінки |
| -------- | ------- | ------- | -------- | -------- | ----- | ----- |
| одиниця  | осіб    | %       | осіб     | %        | осіб  | %     |
| все      | 17453   | 100     | 8841     | 50.66    | 8612  | 49.34 |
| міське   | 0       | 100     | 0        |          | 0     |       |
| сільське | 17453   | 100     | 8841     | 50.66    | 8612  | 49.34 |

## Сусідні гміни
Сільська гміна Луків межує з такими гмінами: Доманіце, міська гміна Луків, Конколевниця, Станін, Сточек-Луковський, Тшебешув, Улян-Майорат, Вішнев, Войцешкув, Збучин.